# 那赫瓦
|  |

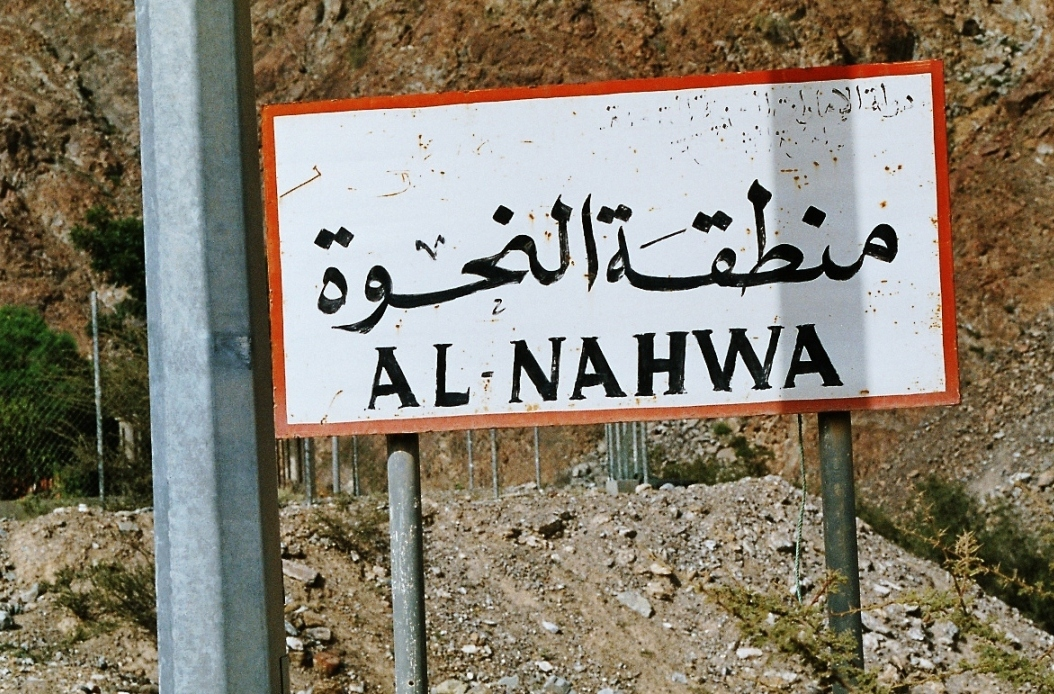
進入那赫瓦的路牌

那赫瓦（阿拉伯语：‎，羅馬化：Nahwa）是阿拉伯聯合酋長國沙迦酋長國的外飛地，位於阿曼穆桑代姆省的馬德哈内。由於馬德哈本身也是一塊屬於阿曼的外飛地，那麼那赫瓦便是繼荷蘭及比利時的巴勒拿索－巴勒海托赫後，世上獨一無二的「飛地中的飛地」。
那赫瓦內有約40所平房、警察局、學校、清真寺、診所等設施。